# Tour de Valonia 2013
La 40ª edición del Tour de Valonia se disputó desde el 20 al 24 de julio de 2013, la carrera contó con 5 etapas.
La prueba belga perteneció al UCI Europe Tour 2012-2013 de los Circuitos Continentales UCI, dentro de la máxima categoría para vueltas de varias etapas: 2.HC.

## Equipos participantes
Tomaron parte en la carrera 17 equipos: 10 de categoría UCI ProTeam; 5 de categoría Profesional Continental; 2 de categoría Continental.
| Equipo                               | Categoría               |
| ------------------------------------ | ----------------------- |
| Ag2r La Mondiale                     | UCI ProTeam             |
| Belkin Pro Cycling Team              | UCI ProTeam             |
| BMC Racing Team                      | UCI ProTeam             |
| FDJ.fr                               | UCI ProTeam             |
| Garmin Sharp                         | UCI ProTeam             |
| Katusha                              | UCI ProTeam             |
| Lotto Belisol                        | UCI ProTeam             |
| Omega Pharma-Quick Step Cycling Team | UCI ProTeam             |
| RadioShack Leopard                   | UCI ProTeam             |
| Vacansoleil-DCM Pro Cycling Team     | UCI ProTeam             |
| Accent Jobs-Wanty                    | Profesional Continental |
| Crelan-Euphony                       | Profesional Continental |
| Cofidis, Solutions Crédits           | Profesional Continental |
| Team Europcar                        | Profesional Continental |
| Topsport Vlaanderen-Baloise          | Profesional Continental |
| Colorcode-Biowanze                   | Continental             |
| Wallonie-Bruxelles                   | Continental             |

## Etapas
| Etapa | Fecha       | Recorrido         | km    | Ganador            | Líder              |
| 1ª    | 20 de julio | Ans-Eupen         | 183,6 | Aleksandr Kolobnev | Aleksandr Kolobnev |
| 2ª    | 21 de julio | Verviers-Engis    | 167,9 | Tom Boonen         | Aleksandr Kolobnev |
| 3ª    | 22 de julio | Beaufays-Bastogne | 168,5 | Greg Van Avermaet  | Aleksandr Kolobnev |
| 4ª    | 23 de julio | Andenne-Clabecq   | 197,1 | Kenny de Haes      | Aleksandr Kolobnev |
| 5ª    | 24 de julio | Soignies-Thuin    | 144,7 | Greg Van Avermaet  | Greg Van Avermaet  |

## Clasificaciones
Las clasificaciones culminaron de la siguiente manera:

### Clasificación general
| Posición | Ciclista          | Equipo             | Tiempo         |
| -------- | ----------------- | ------------------ | -------------- |
|          | Greg Van Avermaet | BMC Racing         | 22 h 8 min 2 s |
| 2        | Anthony Geslin    | FDJ                | a 10 s         |
| 3        | Alexandr Kolobnev | Katusha            | a 12 s         |
| 4        | Daniel Oss        | BMC Racing         | a 20 s         |
| 5        | Marco Marcato     | Vacansoleil-DCM    | m.t.           |
| 6        | Jempy Drucker     | Accent Jobs-Wanty  | a 26 s         |
| 7        | Olivier Chevalier | Wallonie-Bruxelles | m.t.           |
| 8        | Tim Wellens       | Lotto Belisol      | m.t.           |
| 9        | Paul Martens      | Belkin             | a 30 s         |
| 10       | Laurent Evrard    | Wallonie-Bruxelles | m.t.           |

### Clasificación por puntos
| Posición | Ciclista          | Equipo            | Puntos |
| -------- | ----------------- | ----------------- | ------ |
|          | Greg Van Avermaet | BMC Racing        | 58     |
| 2        | Daniel Oss        | BMC Racing        | 43     |
| 3        | Romain Feillu     | Vacansoleil-DCM   | 35     |
| 4        | Jempy Drucker     | Accent Jobs-Wanty | 33     |
| 5        | Paul Martens      | Belkin            | 32     |

### Clasificación de la montaña
| Posición | Ciclista       | Equipo             | Puntos |
| -------- | -------------- | ------------------ | ------ |
|          | Tiago Machado  | RadioShack Leopard | 80     |
| 2        | Tim Wellens    | Lotto Belisol      | 58     |
| 3        | Ben Gastauer   | Ag2r La Mondiale   | 40     |
| 4        | Laurent Mangel | FDJ                | 24     |
| 5        | Marco Marcato  | Vacansoleil-DCM    | 18     |

### Clasificación de los jóvenes
| Posición | Ciclista          | Equipo                      | Tiempo          |
| -------- | ----------------- | --------------------------- | --------------- |
|          | Olivier Chevalier | Wallonie-Bruxelles          | 22 h 8 min 28 s |
| 2        | Tim Wellens       | Lotto Belisol               | m.t.            |
| 3        | Laurent Evrard    | Wallonie-Bruxelles          | a 04 s          |
| 4        | Tom Slagter       | Belkin                      | a 13 s          |
| 5        | Tim Declercq      | Topsport Vlaanderen-Baloise | m.t.            |

### Clasificación de los sprints
| Posición | Ciclista           | Equipo             | Puntos |
| -------- | ------------------ | ------------------ | ------ |
| 1        | Stijn Steels       | Crelan-Euphony     | 25     |
| 2        | Christophe Prémont | Crelan-Euphony     | 20     |
| 3        | Boris Vallee       | Colorcode-Biowanze | 11     |
| 4        | Laurent Mangel     | FDJ                | 10     |
| 5        | Jack Bobridge      | Belkin             | 9      |

### Clasificación por equipos
| Posición | Equipo                      | Tiempo           |
| -------- | --------------------------- | ---------------- |
|          | FDJ                         | 66 h 25 min 44 s |
| 2        | Topsport Vlaanderen-Baloise | a 22 s           |
| 3        | Lotto Belisol               | a 49 s           |
| 4        | Cofidis, Solutions Crédits  | a 1 min 01 s     |
| 5        | RadioShack Leopard          | a 1 min 12 s     |

## Evolución de las clasificaciones
| Etapa (Vencedor)              | Clasificación general | Clasificación por puntos | Clasificación de la montaña | Clasificación de los jóvenes | Clasificación de los sprints | Clasificación por equipos |
| ----------------------------- | --------------------- | ------------------------ | --------------------------- | ---------------------------- | ---------------------------- | ------------------------- |
| 1ª etapa (Aleksandr Kolobnev) | Aleksandr Kolobnev    | Aleksandr Kolobnev       | Tiago Machado               | Laurent Evrard               | Laurent Mangel               | FDJ.fr                    |
| 2ª etapa (Tom Boonen)         | Aleksandr Kolobnev    | Aleksandr Kolobnev       | Tiago Machado               | Tim Wellens                  | Stijn Steels                 | FDJ.fr                    |
| 3ª etapa (Greg Van Avermaet)  | Aleksandr Kolobnev    | Aleksandr Kolobnev       | Tiago Machado               | Tom Van Asbroeck             | Stijn Steels                 | FDJ.fr                    |
| 4ª etapa (Kenny de Haes)      | Aleksandr Kolobnev    | Romain Feillu            | Tiago Machado               | Giacomo Nizzolo              | Stijn Steels                 | FDJ.fr                    |
| 5ª etapa (Greg Van Avermaet)  | Greg Van Avermaet     | Greg Van Avermaet        | Tiago Machado               | Olivier Chevalier            | Stijn Steels                 | FDJ.fr                    |
| Final                         | Greg Van Avermaet     | Greg Van Avermaet        | Tiago Machado               | Olivier Chevalier            | Stijn Steels                 | FDJ.fr                    |